# Vermögensschadenhaftpflichtversicherung
Die Vermögensschadenhaftpflichtversicherung ist eine Berufshaftpflichtversicherung für alle Personen und Firmen, bei denen ein Berufsversehen echte Vermögensschäden – in der Regel nicht Personen- oder Sachschäden – zur Folge hat. Dies betrifft hauptsächlich Tätige aus dem Dienstleistungssektor, die aus beruflichen Gründen fremde Vermögensinteressen wahrnehmen und beratend, begutachtend, prüfend, verwaltend, vollstreckend, beurkundend und/oder aufsichtsführend für andere tätig werden. Zielgruppen sind beispielsweise Architekten, Rechtsanwälte, Steuerberater, Notare, Berufsbetreuer und Ärzte.
Die Vermögensschadenhaftpflichtversicherung bietet Schutz gegen so genannte echte Vermögensschäden. Grundsätzlich sind Vermögensschäden zwar auch in Privathaftpflichtversicherungen mitversichert, meist aber mit einer deutlich niedrigeren Versicherungssumme als Personen- und Sachschäden, da es im Privatbereich kaum zu echten Vermögensschäden infolge von Vermögensbetreuungspflichten kommen kann.
Dies liegt daran, dass im Privatbereich in der Regel nur die von § 823 Abs. 1 BGB erfassten Sach- oder Personenschäden vorkommen (unechter Vermögensschaden).
In der Versicherungsbranche ist deshalb der Einschluss von Vermögensschäden in der Privathaftpflicht seit Langem umstritten. Anders hingegen im Falle der Vermögensschadenhaftpflichtversicherung aus Berufsgründen. Hier treten echte Vermögensschäden häufig auf, die weder Personen- noch Sachschäden zugeordnet werden können und sich auch nicht aus diesen herleiten. Die Haftung beruht beispielsweise auf der Verletzung vertraglicher Sorgfaltspflichten oder ausschließlicher Rechte wie dem geistigen Eigentum (Patenthaftpflichtversicherung).
Die Vermögensschadenhaftpflichtversicherung reguliert somit begründete Haftpflichtansprüche und wehrt unbegründete Haftpflichtansprüche ab. Die Abwehr von unberechtigten Ansprüchen im Haftpflichtbereich nennt man passive Rechtsschutzfunktion. Die Vermögensschadenhaftpflichtversicherung ist für Berufsgruppen mit vermögensbezogenen Sorgfaltspflichten (z. B. Rechtsanwälte, Sachverständige, Verwalter von Wohnungseigentumsgemeinschaften, Notare, Wirtschaftsprüfer) von erheblicher praktischer Bedeutung, denn auch schon ein behauptetes berufliches Versehen kann die berufliche Existenz des Betroffenen gefährden.
In der Vermögensschadenhaftpflichtversicherung spricht man vom Verstoßprinzip. Das heißt: Vermögensschäden werden in der Regel nicht sofort sichtbar, sondern treten erst nach einiger Zeit zutage. Dem trägt die Vermögensschadenhaftpflichtversicherung Rechnung. Versicherungsfall ist hier nicht das Schadenereignis (Eintritt des Vermögensschadens) oder die Anspruchserhebung (Geltendmachung des Schadens durch den Geschädigten), sondern der Verstoß (das berufliche Versehen), der spätere Haftpflichtansprüche nach sich ziehen kann.